# Cher (departement)
 For alternative betydninger, se Cher (flertydig). (Se også artikler, som begynder med Cher)
Cher ( fransk udtale ?) er et fransk departement i regionen Centre. Hovedbyen er Bourges, og departementet har 314.428 indbyggere (1999).
Der er 3 arrondissementer, 19 kantoner og 290 kommuner i Cher.
- Wikimedia Commons har flere filer relateret til Cher (departement)

47°04′52″N 2°26′40″Ø / 47.0811°N 2.4444°Ø